# Бєляєв Іван Анатолійович
Іва́н Анато́лійович Бєля́єв (7 червня 1974, с. Середній Бабин, Калуський район, Івано-Франківська область, Українська РСР — 15 лютого 2016, смт. Новотроїцьке, Волноваський район, Донецька область, Україна) — старшина Збройних сил України, учасник війни на сході України (72-га окрема механізована бригада, механік-водій).

## Життєпис
Був мобілізований 22 серпня 2014 року. У березні 2015 був вдома у невеликій відпустці.
Загинув під час обстрілу з гранатомета поблизу смт Новотроїцьке, Волноваського району, Донецької області. Разом з Іваном загинули молодший сержант Петро Попов та сержант Олександр Кушнір.
По смерті залишилися мати та дві сестри.
Похований за місцем народження, у с. Середній Бабин.

## Нагороди та звання
Указом Президента України № 291/2016 від 4 липня 2016 року «за особисту мужність і високий професіоналізм, виявлені у захисті державного суверенітету та територіальної цілісності України, вірність військовій присязі» нагороджений орденом «За мужність» III ступеня (посмертно).
Рішенням сесії Калуської районної ради від 26 жовтня 2017 присвоєне звання «Почесний громадянин Калущини» (посмертно).